# Traité de Niagara
Pour les articles homonymes, voir Niagara.
Le traité de Niagara est un accord passé entre la Couronne britannique et 24 Premières Nations en 1764 au fort Niagara.